# 失調
失調（しっちょう）とは、医学用語で、ある機能が調節を失うこと。様々な機能について用いられ、複数の英語またはラテン語の訳語になる。運動失調、自律神経失調症、統合失調症など語尾に用いられることが多い。これに対して単に失調という場合は、英語の ataxia の訳語運動失調と同義に用いられることが最も多い。
運動が円滑に行われるためには多くの筋肉の協働、協調が必要だが、その協調を欠いた状態が失調と呼ばれる。個々の筋肉の力は正常であるが運動は拙劣にしか行えなくなる。大脳性失調、小脳性失調の他、平衡感覚が損なわれた前庭性失調、深部感覚が損なわれた脊髄性失調がある。

## 運動失調
運動失調 ataxiaとは、語源的に a + taxia (motion disturbance) "動作の障害"という意味であり、主に、四肢、体幹の動作の調節障害を指す。転じて、出力系一般の調節障害を指す場合もある。感覚機能に対して、失調という用語を使用する場合があるが、それは誤りである。我々は、縄跳びを跳ぶときのような拮抗した動きを反復して行うことができ、目的のところにまっすぐに手を伸ばすことができ、テレビを見ながらコーヒーを飲む事が出来るのは調節機能があるからと考えられている。
運動失調とは、一般に、四肢、体幹の随意運動を調節する機能が障害された状態を指す。神経学では協調運動障害といい、原則としては筋力低下は伴わない。麻痺があれば、運動障害がおこるのは当たり前だからである。協調運動に最も関与しているのは小脳と考えられている。同じ錐体外路である大脳基底核の障害では運動失調も起こりえるが、不随意運動の方が目立つことが多い。
病院を受診する場合の主訴としては「立てない」「歩けない」「まっすぐに歩こうとしても偏ってしまう」といった起立、歩行困難で受診される場合が多い。起立、歩行困難の原因としては運動麻痺、平衡障害、運動失調、歩行障害、骨折、心因性の場合がある。めまい、麻痺が認めなければ運動失調によるものと考えることができる。

### 運動失調の原因
正常な随意運動は大脳皮質運動領から遠心性運動路、錐体路、末梢神経、さらに筋肉、運動器までのいずれかが損なわれた状態では遂行されない。脳卒中後の片麻痺による筋トーヌス（骨格筋が常に保持する一定の緊張度）の亢進や、パーキンソン病で認められる筋固縮（筋硬直）や、糖尿病性多発神経炎の末梢性感覚障害などにおいては運動が円滑に行われず不安定で、失調を呈する。しかし運動失調を起こす最も代表的な疾患は小脳疾患であり、様々な障害が引き起こされて、結果的に運動失調を呈する。
運動失調は全身性疾患または神経疾患によって起こりえる。全身疾患としては過労、ビタミン欠乏、起立性低血圧が知られている。神経疾患としては、小脳障害、前庭障害、脊髄後索障害、末梢神経障害の可能性がある。小脳障害であれば小脳徴候、前庭障害ならば内耳症状や眼振、脊髄後索障害ならばロンベルグ徴候などで診断をすることができる。
診察手順としてはまずはロンベルグ徴候を調べる。ロンベルグ徴候陰性ならば小脳性運動失調（小脳失調）である。疾患としては小脳梗塞などが代表的である。ロンベルグ徴候陽性ならば深部感覚障害を調べる。深部感覚障害がなければ、前庭障害の可能性が高い。深部感覚障害があれば表在感覚障害を調べる。表在覚障害がなければ脊髄後索障害と考えられる。これは感覚性運動失調と呼ばれる。感覚が失調をきたすのではなく、あくまで感覚が原因で運動失調をきたすことであり、注意を要する。表在覚の障害もあれば、末梢神経障害である。
この他に大脳に起因する運動失調がある。

### 神経中枢系障害の部位別分類
運動失調を引き起こす神経中枢系障害の部位別にこれを分類すると以下のようになる。

#### 大脳性運動失調症
大脳性運動失調症（英：cerebral ataxia、独：cerebrale Ataxie）は大脳皮質、特に前頭葉性の障害によって起こる。脳血管障害性病変、脳萎縮、外傷、腫瘍、ピック病、慢性硬膜下血腫などがあり、度々問題視される。失調性歩行の他、精神機能の低下が認められる。
大脳前頭葉失調症は fronto‐ponto‐cerebellar pathway の障害によるものとされ、表出性言語障害が多く認められ、fronto‐thalamic pathway が遮断された場合には筋緊張亢進 Gegenbalten、強制把握、腱反射亢進を生じ、バビンスキー反射が現れる。

#### 小脳性運動失調症
小脳性運動失調症（英：cerebellar ataxia、独：cerebellare Ataxie）は小脳腫瘍、血管性障害、変性疾患、小脳萎縮、奇形などの小脳傷害に伴う症状で、筋力の正確なコントロールを欠き、敏速反復運動や運動の急速な抑制が不能になる真の運動失調である。小脳虫部の損傷では主として体幹性失調を来し、起立歩行障害（蹣跚歩行、すなわち腰の動揺が顕著なよろけ歩行）、大歩行を呈し、一般に姿勢、体位保持が困難で平衡機能障害を起こす。また、小脳半球性障害では四肢の筋トーヌス異常、筋緊張の低下を来し、患側方向への偏倚歩行、協調運動不能、指-指試験や指-鼻試験における誤示、拮抗運動障害、運動測定障害、共同運動障害、指先の巧緻運動障害、スチュアート・ホームズ現象の他、企図振戦や小脳性言語（断続性、爆発性）が認められる。

#### 前庭性運動失調症
前庭性運動失調症（英：vestibular ataxia、独：vestibulare Ataxie）は前庭迷路性失調症ともいう。
前庭機能障害に由来し、その多くは耳科的、内耳性障害性疾患の存在に起因し、もしくはそれらの後遺症として引き起こされたものである。メニエール病、突発性難聴、またストレプトマイシン、カナマイシン、ミノサイクリンなどの薬物中毒による前庭神経の障害、外傷、梅毒、音響外傷、耳硬化症、内耳炎やその続発症などがある。前庭迷路血管に血行障害のある中枢性めまいにも認められる。一般に平衡機能障害の状態であり、めまいには耳症状を伴い、方向一定性眼振（前庭性眼振）を示す。

#### 脊髄性運動失調症
脊髄性運動失調症（英：spinal ataxia、独：spinale Ataxie）は後索運動失調症ともいう。脊髄後索障害により位置覚、関節覚、握覚、振動覚、重力覚などの深部感覚や平衡感覚が損なわれ、失調を来すものである。後索障害ではほとんどの触覚の求心性線維が後根から入るため、足底部触覚障害により床面との接触感覚の認知が不十分となって浮遊感を覚えるためによろけるものとされる。
脊髄側索障害性疾患（錐体路障害）、筋萎縮性側索硬化症、家族性疼性対麻痺などで認められるよろけ状態は、腱反射の亢進、下肢の疼性脱力のために運動が拙劣となって起こるもので、後索障害に認められる真の運動失調とは異なる。フリードライヒ病、亜急性連合性脊髄変性症、脊髄癆などでは後索性失調が見られ、ロンベルグ徴候が陽性となる。

## 歩行障害
失調性歩行 ataxic gait と呼ばれるものでは、蹣跚（まんさん）歩行、よろけ歩行、千鳥足で説明されるように両足を広く離し、歩幅が一定せず、腰をはじめ体幹がふらついて円滑な足運びができず、また時々足を止めてバランスを保つことで転倒を防ぐ。閉眼歩行ではよろけが一層強く、前庭障害や小脳半球障害では1側に偏倚しての歩行となる。これは筋力、筋トーヌスは正常であるが中枢の障害により筋力の協調を保てないために起こる歩行であり、広義には四肢の筋トーヌス低下によるものを含むこともある。失調性歩行は通常、小脳疾患に認められる歩行の失調をいう。前庭性、小脳性の障害では体幹失調を来し、腰の動揺（揺れ）が顕著な蹣跚歩行が認められる。広義には運動失調症と同時に起こるものとして大脳性障害における痙性歩行もしくは麻痺性歩行や、脊髄性障害において深部感覚障害により現れる麻痺性に近い歩行をも含むが、痙性歩行、麻痺性歩行は筋トーヌス異常により副次的に発生する失調として明確に区別される。
この他にも歩行障害は様々な形をとるため、運動失調の診察の際に、歩行（gait）の異常を知っていると疾患の目星がつくこともある。
| 歩行異常         | 原因                 |
| ---------------- | -------------------- |
| 痙性片麻痺歩行   | 錐体路障害           |
| 痙性対麻痺歩行   | 両側錐体路障害       |
| パーキンソン歩行 | 錐体外路障害         |
| 小刻み歩行       | 多発脳梗塞           |
| 酩酊歩行         | 前庭あるいは小脳障害 |
| 踵打歩行         | 深部感覚障害         |
| 鶏歩             | 腓骨神経麻痺         |
| 動揺性歩行       | 下肢筋障害           |
| ヒステリー歩行   | ヒステリー           |
| 間欠性跛行       | 下肢動脈、神経障害   |

アルコールは小脳を一過性に障害するため酩酊歩行になると考えられている。これがいわゆる千鳥足である。歩行障害において重要な疾患としては、認知症、失禁、歩行障害を三徴とする疾患がある。これは慢性硬膜下血腫と正常圧水頭症である。どちらも頭部CTにて診断可能であり、慢性硬膜下血腫ならば血腫除去、正常圧水頭症ならばVPシャントによって改善する。正常圧水頭症では脊髄タップテストによって診断する場合も多い。

## 統合失調症
統合失調症は、本来英語で "schizophrenia" と呼ばれる疾患のことであり、ataxia とは無関係である。
この場合、脳内での情報処理は正しく行われ、出力系に問題があるという疾患を連想するが、これは、現在の医学的知見からは誤りである。以前は「精神分裂病」と呼ばれていたが、誤解を与えるおそれがあるため再設定された病名である。